# 殺人十角館
《殺人十角館》是日本著名的推理小說作家綾辻行人的處女作，掀起一股「新本格派」推理小說風潮。此作為「館系列」的第一部作品。2012年入選週刊文春百大推理小說的第8名。
真人版電視劇於2024年3月22日起在串流平台Hulu獨家播出。由奧智哉主演。

## 劇情
1986年3月26日，大分縣K大学推理小說研究會的數人前往被稱為「角島」的無人孤島。半年前，當地曾發生凄惨的四重殺人事件，該建築被稱為青屋。他們居住在島上唯一残留的「十角館」。他們打算在島上度過1個星期。
留在日本本土的研究会會員收到奇怪信件，控訴中村千織之死。收到奇怪信件的江南孝明、前往拜訪中村千織唯一的血親中村紅次郎。

### 四重殺人事件
約半年前（9月20日）、当時住在島上的中村青司自宅發生大火。中村夫妻與其他人的屍體後來被發現。
當天來島上的園丁行蹤不明。

### 中村千織
約1年前（1985年1月）、中村千織在研究会舉行的新年会上、因為急性酒精中毒，導致心脏病發而猝死。

## 登場人物

### 留在日本本土的人物
島田潔（しまだ きよし）
中村紅次郎的友人。
江南孝明（かわみなみ たかあき）
研究会的前会員。
守須恭一（もりす きょういち）
研究会会員。江南的友人。

### 推理小説研究会
他們都以著名推理小說家來做為外號。
爱伦·坡
医学部四年級生。
約翰·狄克森·卡爾
法学部三年級生。
艾勒里·昆恩
法学部三年級生。
范·達因
理学部三年級生。
阿嘉莎·克莉絲蒂
藥学部三年級生。被稱為「女王」
艾瑪·奧希茲
文学部二年級生。
加斯东·勒鲁
文学部二年級生。

### 十角館的關係人
中村青司（なかむら せいじ）
建築家。十角館設計者。半年前死亡。
吉川誠一（よしかわ せいいち）
中村家的園丁。在中村一家的慘案發生後就失蹤，也因次被警方列為頭號嫌疑犯。
北村夫妻
中村家的傭人，於中村一家的慘案中死亡。
中村和枝
中村青司的妻子。於中村一家的慘案中死亡，屍體的手還被特地截斷。
中村千織（なかむら ちおり）
中村青司之女兼前推理小説研究會成員。於1年前的研究會酒會中，因為酒精中毒猝死。
中村紅次郎（なかむら こうじろう）
高中教師。中村青司之弟。

## 書籍情報
- 講談社ノベルス：1987年9月5日　ISBN 4-06-181320-X
- 講談社文庫：1991年9月15日　ISBN 4-06-184979-4
- 講談社文庫《新装改訂版》：2007年10月16日　ISBN 978-4-06-275857-4
- YA!ENTERTAINMENT：2008年9月30日　ISBN 978-4-06-269400-1
- 限定愛藏版：2017年9月6日 ISBN 978-4-06-220771-3
  - 愛藏版附錄 隨筆「私の『十角館』」執筆陣：青崎有吾、朝霧卡夫卡、我孫子武丸、綾崎隼（日语：綾崎隼）、有栖川有栖、伊坂幸太郎、乾胡桃、井上真偽、太田忠司、恩田陸、喜国雅彦（日语：喜国雅彦）、北村薫、北山猛邦、周木律（日语：周木律）、白井智之、高田崇史（日语：高田崇史）、辻村深月、西澤保彦、似鳥鶏（日语：似鳥鶏）、一肇（日语：一肇）、法月綸太郎、初野晴、はやみねかおる（日语：はやみねかおる）、東川篤哉、古野まほろ（日语：古野まほろ）、麻耶雄嵩、道尾秀介、皆川博子、宮内悠介、宮部美幸、山口雅也、米澤穂信、詠坂雄二（日语：詠坂雄二）。

### 漫畫
- 《殺人十角館》（作畫：清原紘）於講談社〈月刊Afternoon〉2019年10月號開始連載，全五册。新星出版社代理。

| 卷数 | 讲谈社         | 讲谈社                 | 新星出版社 | 新星出版社             | 新星出版社 | 新星出版社                       |
| 卷数 | 发售日期       | ISBN                   | 发售日期   | ISBN                   | 发售日期   | ISBN                             |
| ---- | -------------- | ---------------------- | ---------- | ---------------------- | ---------- | -------------------------------- |
| 1    | 2019年11月22日 | ISBN 978-4-06-517511-8 | 2021年8月  | ISBN 978-7-5133-4331-2 | 2024年     | ISBN 978-7-5133-5674-9（套装版） |
| 2    | 2020年8月21日  | ISBN 978-4-06-520225-8 | 2024年     | ISBN 978-7-5133-5624-4 | 2024年     | ISBN 978-7-5133-5674-9（套装版） |
| 3    | 2021年3月23日  | ISBN 978-4-06-522661-2 | 2024年     | ISBN 978-7-5133-5625-1 | 2024年     | ISBN 978-7-5133-5674-9（套装版） |
| 4    | 2021年10月21日 | ISBN 978-4-06-525035-8 | 2024年     | ISBN 978-7-5133-5626-8 | 2024年     | ISBN 978-7-5133-5674-9（套装版） |
| 5    | 2022年5月23日  | ISBN 978-4-06-527854-3 | 2024年     | ISBN 978-7-5133-5627-5 | 2024年     | ISBN 978-7-5133-5674-9（套装版） |